# Briana Banks

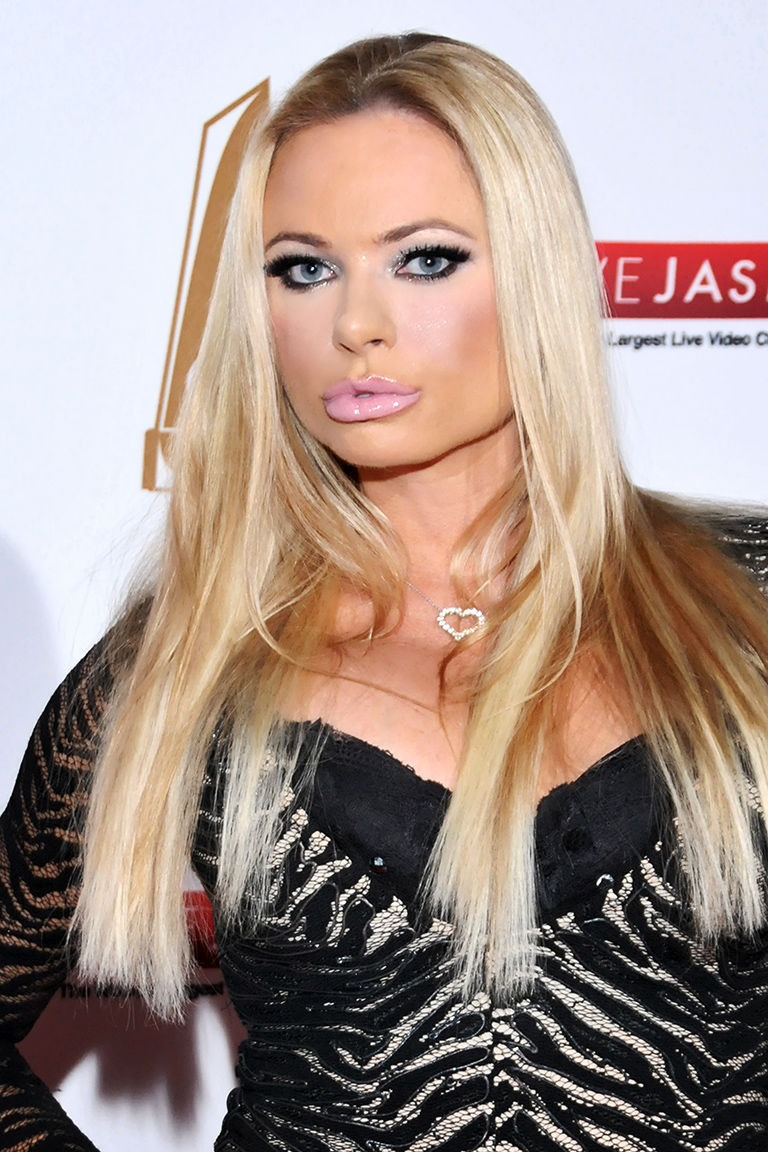
Briana Banks (2016)

Briana Banks (* 21. Mai 1978 in München als Briana Bany ) ist eine deutsch-US-amerikanische Pornodarstellerin und auch unter dem Namen Mirage bekannt. Der Künstlername spricht sich absichtlich wie „Briana bangs“ (engl. ‚Briana bumst‘) aus.

## Leben
Mit vier Jahren zog sie mit ihren Eltern, einer amerikanischen Mutter und einem deutschen Vater, nach London. Nach ein paar Jahren zogen sie weiter. Briana arbeitete zunächst als Versicherungsvertreterin, dann als Fotomodel für Teenagerkleidung. Schließlich kam sie nach Simi Valley, Los Angeles. Angeblich wollte sie nicht in Filmen mitwirken, sondern nur für Magazine posieren. Anfang 1999 begann sie aber ihre Tätigkeit im Pornogeschäft unter dem Künstlernamen Mirage.
Mitte 2000 färbte die Brünette sich die Haare blond und ließ sich ihre Brüste vergrößern, um größere Erfolgschancen im Pornogeschäft zu haben. Von nun an nannte sie sich Briana Banks.
2001 errang Briana Banks bei der Verleihung des Hot d’or in Cannes die Auszeichnung als „Best American New Starlet“, die beste Newcomerin des Jahres im amerikanischen Pornogewerbe. Im Juni 2001 wurde sie vom Männermagazin Penthouse zum „Pet of the Month“ gekürt. Etwa zur gleichen Zeit unterschrieb sie einen Vertrag bei Vivid Video, wo auch Pornostars wie Devon, Chasey Lain, Tera Patrick und Jenna Jameson unter Vertrag stehen.
2003 errang sie bei der Verleihung des AVN Awards beide Auszeichnungen für das meistverkaufte und das meistverliehene Video mit ihrem Film Briana Loves Jenna. Damit gehörte ihr Film im vorausgegangenen Jahr 2002 zu den erfolgreichsten Filmen in der Pornobranche. 2004 wurde Briana Banks als eine von 30 bekannten Pornodarstellern von dem amerikanischen Fotografen Timothy Greenfield-Sanders in seinem Buch XXX: 30 Porn-Star Portraits und seiner HBO-Dokumentation Thinking XXX porträtiert.
Im zweiten Teil ihrer Karriere, ab ca. 2011, wurde sie aufgrund ihres Alters dann überwiegend als Darstellerin einer MILF oder einer Cougar gecastet und drehte erfolgreiche Filme in diesen Genres.
Die Internet Adult Film Database (IAFD) listet 550 Filme, in denen sie mitgespielt hat. (Stand: Januar 2024)

## Filmografie (Auswahl)
- 1999: North Pole 12
- 2000: Pussyman’s Decadent Divas 8, 9
- 2001: Briana Loves Jenna
- 2001–2008: Where the Boys Aren’t 14, 15, 16, 17, 18, 19
- 2005: No No Brianna
- 2006: Time for Briana
- 2006: Perfect Match
- 2009: Lustrous
- 2009: Briana Extreme
- 2011: American Dad XXX
- 2011: The Cougar Club 3
- 2011: Matrimonial Mother Fuckers
- 2012: Seduced by a Cougar 20
- 2014–2021: My Friend’s Hot Mom 44, 98
- 2016: Milfs Like It Big: My Uncle’s GF Wants My Dick!
- 2016: The Nosy Neighbor
- 2016: Anal Craving MILFs 2
- 2016: MILF Tits
- 2016: Squirting Stories
- 2016: The Nosy Neighbor
- 2016: Prime MILF 3
- 2016: Dirty Talk 3
- 2016: Manuel Is A MILF-O-Maniac 5
- 2016: True MILF 3
- 2016: FemDom Ass Worship 29
- 2017: 40 YO MILFs’ First Time Lesbian Lickers
- 2017: My Dad’s Hot Girlfriend 36
- 2017: Tales of Psycho Sluts 2
- 2017: Briana Banks Is Busty And Lusty
- 2017: MILF Performers of the Year 2017
- 2017: Mommy Knows Best 20
- 2017: Mature Sluts
- 2017: Women Seeking Women 138
- 2018: It’s a Mommy Thing! 9
- 2018: Gold Diggin’ MILFs
- 2018: Momma Leave My Cock Alone!
- 2018: MILF Squirt 2
- 2018: Brandi Loves MILFs
- 2018: Elena Koshka Unleashed
- 2018: Moms Lick Teens 16
- 2019: Thick & Horny Cheating Wives 2
- 2019: MILF Edition 2
- 2019: Bad MILFs & Wild Wives
- 2019: D Cup Divas
- 2019: Axel Braun’s MILF Fest 4
- 2019: POV Mania 20
- 2019: Moms In Control 12
- 2019: Up Close And Personal 1
- 2019: Groupie’s Fan Fucking
- 2019: Sophisticated Seductions
- 2019: Lesbian Superstars
- 2019: I’m A Nymphomaniac Like Mom 4
- 2020: Their First 3 Some
- 2020: Busty MILFS
- 2020: D Cup Divas 3
- 2020: Busty Anal
- 2020: When the Guys Are Away
- 2020: Drilling Mommy 11
- 2020: Moms Bang Teens 39

## Auszeichnungen

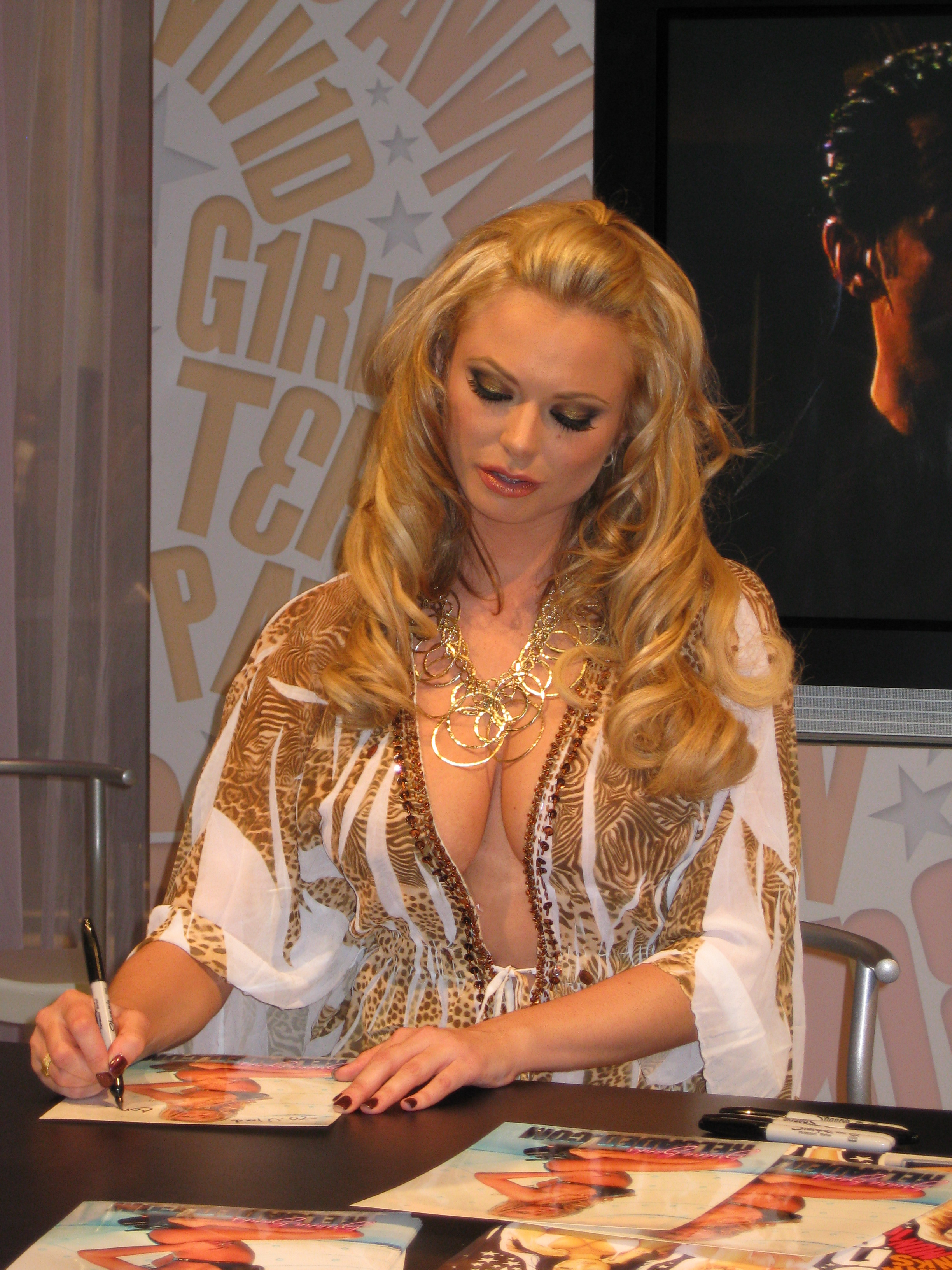
Banks auf der AVN Adult Entertainment Expo 2008

| Jahr | Preis      | Award                                               | Film               |
| ---- | ---------- | --------------------------------------------------- | ------------------ |
| 2001 | Hot d’or   | Best American New Starlet                           |                    |
| 2003 | AVN Award  | Best Rented Tape (zusammen mit Jenna Jameson)       | Briana Loves Jenna |
| 2003 | AVN Award  | Best Selling Tape (zusammen mit Jenna Jameson)      | Briana Loves Jenna |
| 2009 | AVN Award  | AVN Hall of Fame                                    |                    |
| 2017 | XRCO Award | Best Cumback (out of the biz for at least one year) |                    |